# Jeux vénitiens

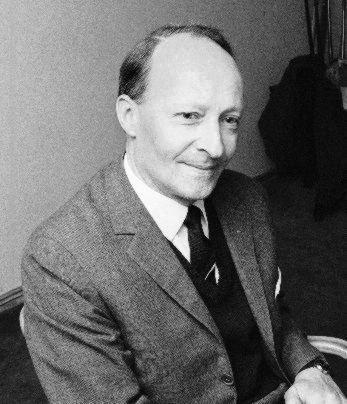
Witold Lutosławski.

Les Jeux vénitiens est une œuvre orchestrale de Witold Lutosławski.
Elle a été écrite en 1961 pour la Biennale de Venise. Il s'agit d'une commande de Andrzej Markowski pour l'Orchestre de chambre de Cracovie. La création partielle en a été faite le 24 avril 1961. L'intégralité en est donné le 16 septembre 1961 par l'orchestre national philharmonique de Varsovie.
L'œuvre est récompensée en 1962 par le Premier Prix de la Tribune Internationale des Compositeurs à Paris.
La partition, pour 29 instrumentistes, comporte une part d'aléatoire puisque certaines parties, notées « ad Lib »ont un rythme libre (laissé à l'appréciation des instrumentistes) alors que d'autres, notée « Battuta » ont une écriture traditionnelle.
Elle se compose de quatre mouvements joués d'affilée. L'exécution demande un peu moins d'un quart d'heure.

## Orchestration
| Instrumentation de Jeux vénitiens                                                                              |
| Cordes |
| 4 violons, 3 altos, 3 violoncelles, 2 contrebasses 1 harpe                                                     |
| Bois |
| 2 flûtes, dont une jouant du piccolo 1 hautbois, 3 clarinettes, dont une jouant une clarinette basse, 1 basson |
| Cuivres |
| 1 cor, 1 trompette, 1 trombone                                                                                 |
| Percussions |
| timbales, percussionniste, piano                                                                               |